# Allotinus zaradrus
Allotinus zaradrus är en fjärilsart som beskrevs av Hans Fruhstorfer 1915. Allotinus zaradrus ingår i släktet Allotinus och familjen juvelvingar. Inga underarter finns listade i Catalogue of Life.